# Notothylas nepalensis
Notothylas nepalensis là một loài rêu trong họ Notothyladaceae. Loài này được D.K. Singh mô tả khoa học đầu tiên năm 1987.